# Marisol Casado Estupiñán
María de la Soledad Casado Estupiñán conocida como Marisol Casado (Madrid, 1956) es una atleta de triatlón y directiva deportiva española. Preside desde 2008 la Unión Internacional de Triatlón y a fecha de 2017 es la única mujer española miembro del Comité Olímpico Internacional. Tras Pilar de Borbón que presidió la Federación Ecuestre Internacional (1994-2005) es la segunda mujer española que preside una federación internacional de un deporte olímpico. Casado es la única mujer que preside una federación internacional de deportes de verano y una de las (solo) dos en todo el programa olímpico, en el que la escocesa Kate Caithness es la máxima mandataria de la de curling.
En 2004 fue cofundadora y asumió la presidencia hasta 2009 de la Comisión de Deporte y Mujer del Comité Olímpico Español. En 1984 fue la ganadora del primer triatlón organizado en España.

## Trayectoria
En 1979 se licenció en Filología Hispánica por la Universidad Autónoma de Madrid. Trabajó como profesora de español como lengua extranjera de 1979 a 1989. En 1991 obtuvo el magíster en Administración y Dirección del Deporte por la Universidad Complutense de Madrid y el Comité Olímpico Español (COE).

### Pionera en maratón
Jugó al hockey sobre hierba en la universidad y comenzó en el atletismo con carreras de medio fondo (400 y 800 metros) hasta disputar pruebas populares de fondo, como el I Maratón de Madrid celebrado en 1978 en el que entre 5.000 participantes apenas había 6 mujeres. En 1984 participó y ganó el primer triatlón celebrado en España, en Guadalajara.

### Gestión deportiva
A finales de los años ochenta formó parte del grupo promotor de la actual Federación Española de Triatlón, en la que, desde su creación -con interrupción entre 1994 y 1997- hasta 2008 ocupó el cargo de secretaria general.
En 2002 presidió la Unión Europea de Triatlón hasta 2008 año el que fue elegida presidenta de la Unión Internacional de Triatlón organización de la que en 1989 fue miembro fundadora y que es referente en igualdad igualdad entre hombres y mujeres, con los mismos premios, distancias y reconocimiento mediática para ambos sexos. Casado fue reelegida en 2012 en el XXV Congreso, celebrado en Auckland (Nueva Zelanda) y en el que derrotó al surcoreano Kyung-Sun Yu, por 82 votos a 33. En 2016 fue reeligda para un tercer mandato. Al asumir la presidencia de la UIT se convirtió en la segunda mujer española en presidir una federación internacional de un deporte olímpico. La primera fue Pilar de Borbón en la Federación Ecuestre Internacional.
Pertenece al Comité Olímpico Español desde 1992 a 1994 y de 2000 hasta la fecha. En 2004 fue cofundadora y presidenta hasta 2009 de la Comisión de Deporte y Mujer.
En 2010 en la 122 sesión de este organismo celebrada en Vancouver fue elegida miembro del Comité Olímpico Internacional y su permanencia depende del mantenimiento de la presidencia de la UIT renovada en 2016. Casado es la única mujer que preside una federación internacional de deportes de verano y una de las (solo) dos en todo el programa olímpico, en el que la escocesa Kate Caithness es la máxima mandataria de la de curling.
Es miembro del jurado del premio Princesa de Asturias de los Deportes.

## Igualdad en el deporte
Defensora de la paridad y de las cuotas desde su organización promueve la igualdad de género desde su creación y que está totalmente abierta al cambio y a lo que demande el nuevo panorama del deporte mundial". Sin ir más lejos, su principal bandera de cara sus próximos cuatro años de mandato es la inclusión del relevo mixto de triatlón (dos mujeres y dos hombres) en los Juegos de Tokio 2020, disciplina cuya inclusión en el calendario olímpico "va a suponer un fuerte empujón de inversión en triatlón femenino", donde como ella misma advierte, "hay mucha calidad pero poca cantidad".
Casado defiende las cuotas en las federaciones para incrementar la presencia de mujeres hasta llegar al 30 %.
Se han dado pasos muy grandes en los dos últimos años. Se están revisando todos los códigos de gobierno de las federaciones y en la Agenda 2020 del COI hay un punto específico dedicado a la igualdad de género. A partir de ahí, casi todas las federaciones están abriendo huecos a las mujeres. De momento, a través de cuotas, que es la forma más rápida posible. Con la esperanza de que cuando se llegue a un 30% se eliminen. Las he defendido durante muchos años y ahora me dan la razón. Son necesarias porque, repito, la minoría es muy minoritaria. Estamos en torno al 10%. Se pueden hacer muchas interpretaciones. Cuando el COI dice que hay un 33% de mujeres en las comisiones hay que tener en cuenta que alguna como yo está en cuatro.

## Premios y reconocimientos
- 2007 Medalla de Plata de la Real Orden del Mérito Deportivo